# 오기 (음식)
오기(요루바어: ògì) 또는 아카무(이그보어: akamụ, 하우사어: akamu)는 옥수수 또는 수수나 손가락조 등 서곡을 발효해 만든 녹말 식자재이다. 포리지처럼 익혀서 먹는다.

## 만들기
말린 옥수수알을 사나흘 물에 불린 다음 갈아서 시폰 등으로 된 얇은 거름천을 두른 체에 내려 겉겨를 제거한 다음, 앙금을 가라앉히고 윗물을 버린다. 면보에 받쳐 물기를 빼내고 신맛이 날 때까지 발효시킨다. 오기 발효에는 젖산균속의 젖산균이나 코리네박테리움속, 엔테로박테르속의 호기성 균, 사카로미케스속, 칸디다속의 효모 등이 개입한다. 잘 발효된 오기는 타우마토코쿠스 다니엘리이 잎이나 바나나잎, 또는 비닐 등으로 싸서 보관한다.
오기를 먹을 때는 잘게 부수어 물을 약간 타서 걸쭉하게 갠 다음, 뜨거운 물을 부어 휘저어서 포리지처럼 익혀 먹는다. 아기디나 에코라 불리는 겔 형태의 음식으로 만들어 먹기도 한다.

## 비슷한 음식
비슷한 음식이 케냐에서는 우지로 알려져 있다.

## 사진

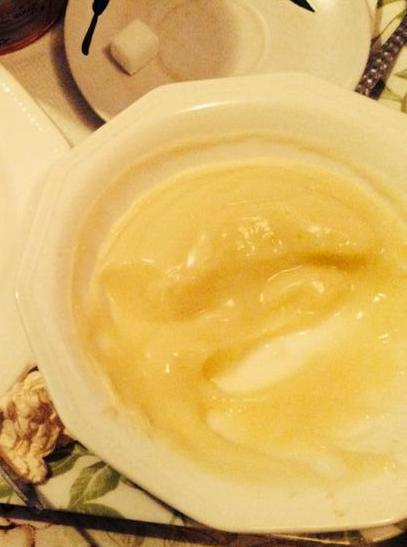
포리지로 익힌 오기
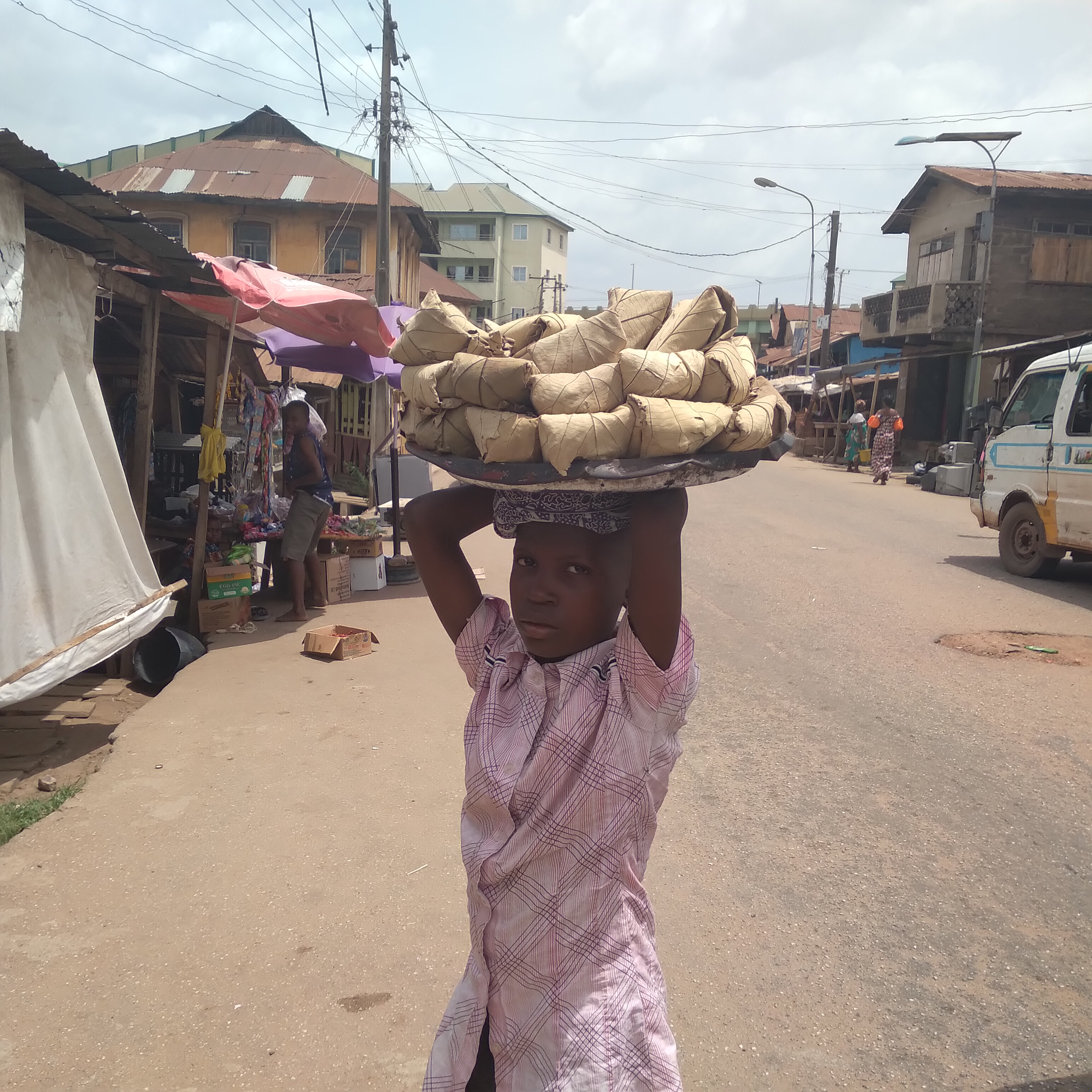
아카무 상인

## 같이 보기
- 가리